# Coercitividad

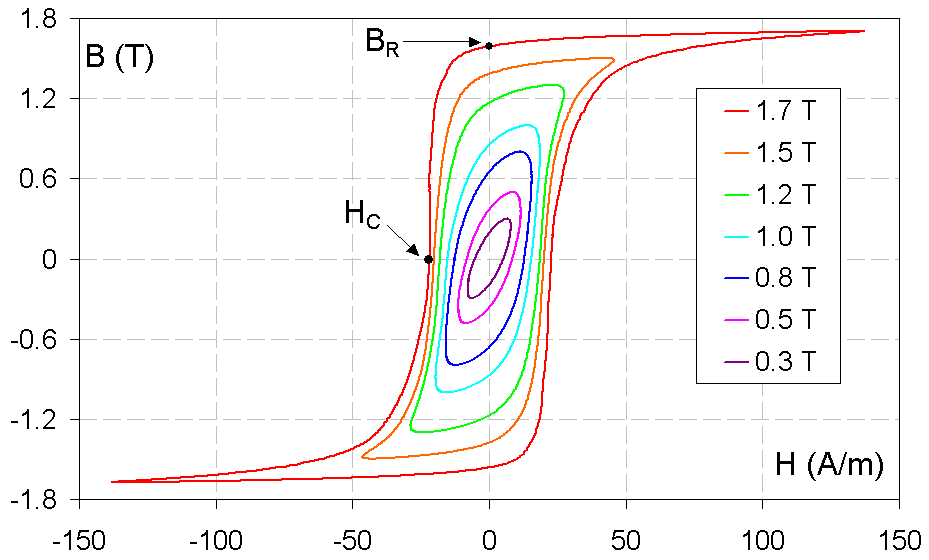
Una familia de lazos de histéresis obtenidos a partir de acero magnético de grano orientado (B_{R} denota remanencia y H_{C} es la coercividad).

En ciencia de materiales, la coercitividad, también llamada campo coercitivo o fuerza coercitiva de un material ferromagnético es la intensidad del campo magnético que se debe aplicar a ese material para reducir su imanación a cero después de que la muestra haya sido magnetizada hasta saturación. Por lo tanto la coercitividad mide la resistencia de un material ferromagnético a ser desimantado.
La coercitividad usualmente se mide en oersted o amperes/metro y se denota como HC. Puede ser medida utilizando un analizador B-H o magnetómetro.
Los materiales ferromagnéticos con muy alta coercitividad son llamados materiales duros desde el punto de vista magnético, y son utilizados para fabricar imanes permanentes. Los imanes permanentes tienen aplicaciones en la construcción de motores eléctricos, medios de grabación magnéticos, tales como por ejemplo discos duros, floppy disks, y cintas magnéticas y en la separación magnética de minerales.
Los materiales con baja coercitividad son llamados blandos desde el punto de vista magnético. Encuentran aplicación en la fabricación de núcleos para transformadores y bobinas inductoras, en cabezas lectoras magnéticas, dispositivos de microondas y blindaje magnético.

## Determinación experimental

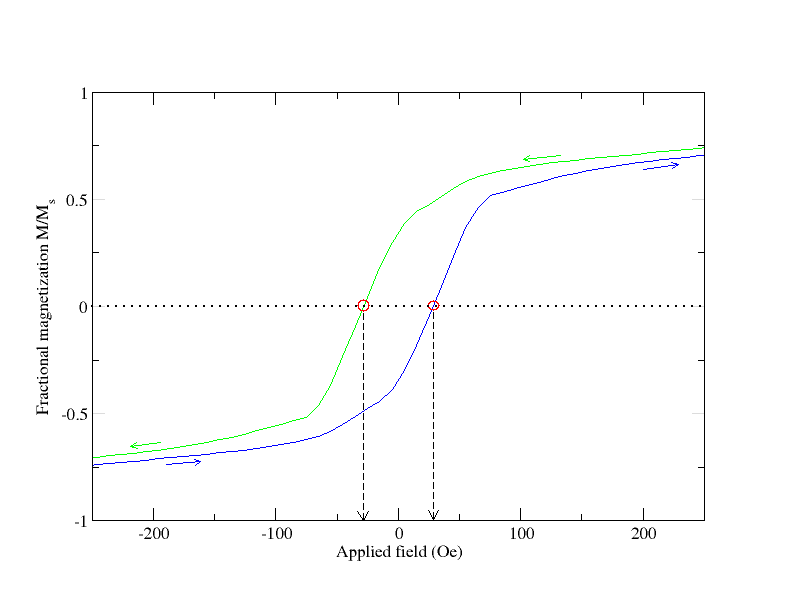
La magnitud del campo coercitivo de un ferromagneto puede ser determinada por medio de un análisis gráfico simple del lazo de histéresis.

Típicamente el mecanismo para determinar la coercitividad de un material magnético es la medición del lazo de histéresis que produce, llamado también la curva de magnetización, como se ilustra en la figura. El dispositivo utilizado para adquirir los datos es típicamente un magnetómetro de muestra vibrante o un magnetómetro de gradiente alternante. El campo aplicado cuando la línea de datos cruza el cero es la coercitividad. Si en la muestra existe un antiferromagneto, la coercitividad medida cuando el campo es creciente y cuando es decreciente puede ser desigual como resultado del efecto de anisotropía de intercambio.
La coercitividad de un material va a depender de la escala de tiempo sobre la cual se está midiendo su curva de magnetización. Por ejemplo, la magnetización de un material medida cuando el campo inverso aplicado es nominalmente más pequeño que la coercitividad puede, sobre una larga escala de tiempo, relajarse lentamente a cero. La relajación ocurre cuando la inversión de la magnetización por desplazamiento de la frontera de dominio es activada térmicamente y se encuentra dominada por el efecto de viscosidad magnética.
El hecho de que la coercitividad aumente a altas frecuencias es un serio obstáculo para incrementar la velocidad (tasas de bits) de grabación magnética cuando se pretende alcanzar un gran ancho de banda, agravado por el hecho de que el aumento de la densidad de almacenamiento requiere típicamente de que el sustrato de grabación posea una alta coercitividad.[cita requerida]
| Material                                                                                        | Coercitividad [Oe]                                                                                         |
| ----------------------------------------------------------------------------------------------- | --- |
| [.1Mn:]6Fe:27Ni:Mo, Supermalloy                                                                 | 0.002 |
| Fe:4Ni, Permalloy                                                                               | 0.01–1 |
| .9995 Limaduras de hierro                                                                       | 0.05–470                                                                                                   |
| 11Fe:Si, acero al silicio                                                                       | 0.4–0.9 (enlace roto disponible en Internet Archive; véase el historial, la primera versión y la última).  |
| Hierro forjado                                                                                  | 2 (1896)                                                                                                   |
| .99 Níquel                                                                                      | 0.7–290 |
| ZnxFeNi1-xO3, ferrita para magnetrónes                                                          | 15–200 |
| 2Fe:Co, Polo de hierro                                                                          | 240 |
| >.99 cobalto                                                                                    | 10–900 |
| 6Al:18Fe:8Co:Cu:6Ni–3Ti:8Al:20Fe:20Co:2Cu:8Ni, alnico 5–9, imanes de refrigerador y más fuertes | 640 (enlace roto disponible en Internet Archive; véase el historial, la primera versión y la última).–2000 |
| Cr:Co:Pt, sustrato para la grabación en unidades de disco                                       | 1700 |
| 2Nd:14Fe:B, neodimio-hierro-boro                                                                | 10,000–12,000 Archivado el 11 de febrero de 2015 en Wayback Machine.                                       |
| 12Fe:13Pt, Fe48Pt52                                                                             | 12,300+ |
| (Dy,Nb,Ga,Co):2Nd:14Fe:B                                                                        | 25,600–26,300                                                                                              |
| 2Sm:17Fe:3N, samario-hierro-nitrógeno                                                           | <500–35,000 (10 K) Archivado el 12 de junio de 2012 en Wayback Machine.                                    |
| Sm:5Co, samario-cobalto                                                                         | 40,000 |

## Teoría
Bajo el efecto de un campo coercitivo,  la componente vectorial de magnetización de un ferromagneto medida a lo largo de la dirección del campo aplicado es cero. Existen dos modos principales de magnetización inversa: la rotación de dominio simple y el desplazamiento de la frontera de dominio. Cuando la magnetización de un material se invierte por rotación, la componente de la magnetización a lo largo del campo aplicado es cero porque el vector apunta en una dirección ortogonal al campo aplicado. Cuando la magnetización se invierte por desplazamiento de la frontera de dominio, la magnetización neta es pequeña porque la suma de momentos de cada uno de los dominios individuales es cero. Las curvas de magnetización que se encuentran dominadas por rotación y anisotropía magnetocristalina se encuentran sólo en los materiales magnéticos relativamente perfectos que se utilizan en investigación básica. El desplazamiento de frontera de dominio es un mecanismo mucho más importante en los materiales reales que se utilizan en ingeniería ya que los pequeños defectos tales como las fronteras de grano e impurezas funcionan como sitios de nucleación para los dominios de magnetización inversa. El rol de las fronteras de dominio en el proceso de determinar la coercitividad es complejo, ya que los defectos en la estructura del material pueden fijar fronteras de dominio además de nuclearlas. La dinámica de las fronteras de dominio en los materiales ferromagnéticos es similar a aquella que provocan los bordes de grano en la plasticidad del material en metalurgia, ya que ambos, las fronteras de dominio y los bordes de grano son efectos planares.

## Importancia
Como cualquier proceso de histéresis, el área dentro de la curva de magnetización durante un ciclo representa el trabajo que es desarrollado sobre el material por el campo externo, en este caso, durante el proceso de inversión magnética. Este trabajo es finalmente disipado como calor. Algunos procesos disipativos comunes en los materiales magnéticos incluyen a la magnetoestricción, y al desplazamiento de la frontera de dominio. La coercitividad es la medida del grado de histéresis magnética y por lo tanto caracteriza a las pérdidas producidas por los materiales magnéticamente blandos en sus aplicaciones más comunes.
La perpendicularidad (remanencia dividida por la saturación magnética) y la coercitividad son figuras de mérito para un magneto duro, aunque el producto energético (saturación magnética versus coercividad) se suele citar mucho más a menudo. La década de 1980 fue testigo del desarrollo de los imanes de tierras raras que poseen altísimos productos energéticos, pero una temperatura de Curie indeseablemente baja. Desde la década de 1990 se han desarrollado muchos nuevos magnetos duros con alta coercitividad.